# Eduards Višņakovs
Eduards Višņakovs, né le 10 mai 1990 à Riga en Lettonie, est un footballeur international letton, qui évolue au poste d'attaquant.
Son frère Aleksejs Višņakovs est également joueur de football.

## Biographie

### Carrière de joueur
Eduards Višņakovs dispute deux matchs en Ligue des champions, et 6 matchs en Ligue Europa, pour un but inscrit. Il inscrit son seul but en Ligue Europa en juillet 2011, face au club serbe de l'Étoile rouge Belgrade (défaite 2-1).

### Carrière internationale
Eduards Višņakovs compte 14 sélections avec l'équipe de Lettonie depuis 2013. 
Il est convoqué pour la première fois par le sélectionneur national Aleksandrs Starkovs pour un match des éliminatoires de la Coupe du monde 2014 contre la Lituanie le 11 octobre 2013 (défaite 2-0).

## Palmarès

### En club
- Avec le Daugava Riga
  - Champion de Lettonie de D2 en 2008

- Avec le FK Ventspils
  - Champion de Lettonie en 2011
  - Vainqueur de la Ligue balte en 2010
  - Vainqueur de la Coupe de Lettonie en 2011

- Avec le Shakhtyor Karagandy
  - Champion du Kazakhstan en 2012
  - Vainqueur de la Supercoupe du Kazakhstan en 2013

### Distinctions personnelles
- Meilleur buteur du Championnat de Lettonie de D2 en 2008 (30 buts)
- Meilleur buteur de la Ligue balte en 2011 (3 buts)